# Vojna krajina
Vôjna krájina je območje na SZ današnje Hrvaške in JV Slovenije, ki je med letoma 1460 in 1881 nastala vzdolž najbolj izpostavljenega odseka avstrijsko-osmanske meje zaradi obrambe pred turškimi vpadi. Od 1556. je območje upravljal cesarski dvorni svet na Dunaju, ki je tudi financiral vojaške aktivnosti. Na območju so živeli Uskoki, begunci pred Turki, poleg njih pa tudi Vlahi in Srbi, ki so se, zlasti v 16. stoletju na to območje preselili iz okupiranih delov Balkana. Ti so v zameno za hrano in dom branili ozemlje Avstrijskega cesarstva. Za uskoke  je značilna stalna vojaška pripravljenost.